# 日堅
日堅（にっけん、1717年（享保2年） - 1791年10月29日（寛政3年10月3日））は、大石寺第36世法主。

## 略歴
- 1717年（享保2年）、駿河国富士郡上条市場に誕生。
- 1724年（享保9年）、8歳のとき、出家の契約をなす。
- 1726年（享保11年）、日寛を師として剃髪す。
- 1731年（享保16年）春、15歳で、細草に入檀す。
- 1739年（元文4年）7月28日、父浄円日隆卒。
- 1759年（宝暦9年）6月24日、母妙隆日円卒。11月28日、江戸妙縁寺の住職を務む。
- 1764年（明和元年）8月19日、寛師伝を著す。
- 1766年（明和3年）11月、大石寺17代学頭となる。
- 1770年（明和7年）4月6日、35世日穏より法の付嘱を受け、36世日堅として登座。
- 1772年（安永元年）春、大石寺書院を再建。5月7日、当体義抄文科を著す。
- 1774年（安永3年）秋、日礼、日堅に随侍得度す。
- 1776年（安永5年）5月3日、法を37世日琫に付し富士見庵（遠信坊）に移る。
- 1785年（天明5年）2月、日荘、日泰死去につき日堅に随侍す。
- 1791年（寛政3年）10月3日、75歳で死去した。

| 先代 日穏 | 大石寺住職一覧 | 次代 日琫 |